# Ich + Ich (альбом)
Ich + Ich — дебютный альбом немецкой поп-группы Ich+Ich. Выпущен 18 апреля 2005 года. Две песни с него (Dienen и Du errinerst mich an Liebe) выпущены в качестве синглов, после чего альбом стал платиновым и занял 10 место в чартах Германии.

## Список композиций
| №   | Название                            | Длительность |
| --- | ----------------------------------- | ------------ |
| 1.  | «Ich und Ich»                       | 3:57         |
| 2.  | «Felsen im Meer»                    | 3:53         |
| 3.  | «Dienen»                            | 3:42         |
| 4.  | «Du erinnerst mich an Liebe»        | 3:33         |
| 5.  | «Fenster»                           | 3:57         |
| 6.  | «Umarme mich»                       | 4:46         |
| 7.  | «Wo die Liebe hinfällt»             | 3:01         |
| 8.  | «Der Wind»                          | 4:48         |
| 9.  | «Wie konnte das passieren»          | 3:58         |
| 10. | «Ich sehe was, was du nicht siehst» | 3:04         |
| 11. | «Ich hab' gehört»                   | 3:20         |
| 12. | «Geht's dir schon besser?»          | 3:04         |